# 黑麦嵩草
黑麦嵩草（学名：Carex pseudogammiei）为莎草科薹草属下的一个种。